# Hest
Hesten (Equus ferus caballus), også kaldet tamhesten, er et vidt udbredt husdyr, med talrige racer. Tamhesten er den domesticerede form af vildhesten (Equus ferus), der sammen med æsler og zebraer udgør hestefamilien i ordenen af uparrettåede hovdyr. I Danmark findes i dag omkring 170.000 heste, der mest anvendes som sports- og hobbydyr.
Hesten blev tæmmet af mennesket for henved 6.000 år siden. Tidligere har den været meget anvendt som transportmiddel og trækkraft. I Danmark var der fx i 1914 knap 600.000 heste, og Danmark var det land, næst efter Island, der havde forholdsvis flest heste. Nogle tamheste er fritlevende, fx Gotlandsrusser på Gotland. Herudover findes vilde tamheste – efterkommere af undslupne tamheste, fx mustangerne i Nordamerika og Camarqueheste i Sydfrankrig.

## Navne
Der findes forskellige navne for heste alt afhængig af alder og køn:
- Hoppe er en fuldvoksen hest af hunkøn.
- Hingst er en fuldvoksen hest af hankøn.
- Vallak er en kastreret hest af hankøn.
- Plag er en ung, endnu ikke udvokset hest.
- Føl er op til 1 år gammel.

Der findes en række synonymer for hest, heriblandt øg og krikke, der begge har negativ klang.

## Beskrivelse
Heste kan blive op til 220 cm i skulderhøjde. Heste med skulderhøjde op til 148 cm kaldes ofte ponyer. Den mindste registrerede hest var en miniaturehest påvirket af dværgvækst. Den målte 43 cm. Vægten spænder mellem 90 kilo (Falabella) og 1.200 kilo (Shire). Der findes røde, sorte, brune, skimlede, palomino, brogede, buckskin og stikkelhårede, men den oprindelige farve minder om den der i Danmark ses på blandt andet fjordheste: en karakteristisk cremegul farve med hvid man og en sort streg ('ål') ned over ryggen.
Moderne tamheste kan nå en alder af 20-35 år. Den højeste alder er registreret for en hest der levede i 1800-tallet og blev 62 år. Alderen afhænger af race og livsbetingelser.

### Hove
Hesten er en tågænger, dvs. den går på spidsen af tæerne, og heste har på hver fod kun en enkelt tå, der svarer til menneskets langefinger eller midterste tå. Tåens negl danner en hov, som hesten går på, men på blød jord kan den også hvile på tåspidsen lige efter hoven. På hård vej eller under belastning tager man vare på hestens hove med korrekt beskæring, boots eller hestesko, så hesten ikke lider overlast. Hesten har en såkaldt "kastanje" på hvert ben, lige over knæene. Det er et rudiment af hestens første tå (svarende til menneskets tommelfinger eller storetå).

## Levevis

### Formering
Hopper bliver kønsmodne i en alder af 12-8 måneder, mens hingste er 12-20 måneder. Drægtighedsperioden er for alle heste omkring 340 dage (11 måneder), men varierer fra 320 til 370 dage. Hopper er normalt i brunst cirka hver 19. til 22. dag fra det tidlige forår til hen på efteråret. Føllet (tvillinger er sjældne) fødes normalt om foråret. Det forsøger straks efter fødslen at stå på benene.

### Kropssprog
Hesten er et typisk flokdyr og har et stærkt udviklet kropssprog. Lægges ørerne eksempelvis bagud langs hovedet, er dette en advarsel og signalerer oftest et forestående forsvar imod hvad der opfattes som en trussel.

### Hierarki
Heste er meget sociale dyr. I enhver flok findes et lineært dominanshierarki. I flokken etableres en hakkeorden med det formål at bestemme hvilket flokmedlem der dikterer de andres adfærd, eksempelvis hvem der drikker og æder først. Dette gælder også for deres kontakt med mennesker. En hest der respekterer et menneske som et højere rangeret medlem af flokken, vil opføre sig bedre over for mennesker generelt end en hest der har fået lov til at være dominerende over for mennesker.
Heste er i stand til at knytte tætte bånd ikke kun til andre heste, men også til andre dyr, inklusive mennesket. Mange tamheste bliver ængstelige, uberegnelige og vanskelige at styre hvis de isoleres. Heste der holdes næsten helt isolerede, især i en lukket stald, hvor de ikke kan se andre dyr, kan have brug for en kat, ged eller æsel i stalden til at holde sig med selskab og reducere stress.
Rigtig træning kan lære heste at være trygge når de er væk fra flokken, ofte fordi de lærer at have tillid til et menneske og anser mennesket som et dominant medlem af flokken.

### Social organisering i naturen
Flokke hos forvildede heste og vildheste består som regel af flere mindre grupper, der deler et område.
Grupperne er harem, der normalt er sammensat af én udvokset han, flere hunner, deres føl samt unge heste af begge køn. Der kan dog være nogle få, mindre dominante hingste i gruppens periferi. Hver gruppe ledes af en dominerende hoppe (undertiden kaldet førerhoppen). En gruppe er normalt lille, mellem 3 og 35 dyr. Sammensætningen af grupper ændrer sig, når unge dyr fordrives og tilslutter sig andre grupper, eller når hingste udfordrer hinanden. De unge hunner tilslutter sig normalt hurtigt andre grupper, mens de unge hanner drevet ud fra hver deres gruppe oftest danner egne små grupper og forbliver der, indtil de eventuelt kan fortrænge en hingst i en af haremsgrupperne.
Hingste holder sig ofte i udkanten af gruppen, hvor de driver både rovdyr og andre hanner på flugt. Når flokken er i bevægelse, er hingsten oftest bagest, hvor den tilsyneladende forsøger at holde flokken samlet ved at drive de flokmedlemmer frem, der er kommet på afveje. Hopper og lavere rangerede hanner tager normalt ikke del i dette. I parringstiden har hingste en mere aggressiv optræden, når de forsøger at holde hopperne i flokken.

### Hestehold
I hestehold er hingste oftest adskilt fra andre heste. Derfor bliver enten hopper eller vallakker dominerende i en flok af tamheste. Normalt er dominansen et spørgsmål om alder og i et vist omfang også temperament. Det er almindeligt for ældre heste at være dominerende, selvom gamle og svage dyr kan miste deres rang i flokken. Der er undersøgelser der antyder, at et føl vil "arve" dominansen fra sin mor, og at føllet i en senere flok vil forsøge at opnå den samme plads i hierarkiet som sin mor.
Når heste holdes som husdyr, drejer det sig oftest om hopper eller vallakker i større eller mindre grupper. På den iberiske halvø holdes dog hingste frem for vallakker. Hingste har ry for at kunne være uberegnelige på grund af deres stærke kønsdrift og hormonbetingede aggressivitet. Hvis en hingst vejrer en hoppe i brunst, vil den oftest forsøge alt for at komme hen til hoppen. Her vil en hingst kunne pådrage sig skader hvis folden er uhensigtsmæssigt indhegnet, eller hvis stalden er uheldigt udformet.

## Lyngshesten
Der er tre norske hesteracer med meget gammel oprindelse: Fjordhesten, dølehesten (= dalehest) og lyngshesten med navn efter Lyngen i Nordnorge. Lyngshesten var en vigtig del af folkelivet nordpå, især i de søsamiske og kvænske bygder. Hesten er lidt mindre end de to andre racer (med 130 cm mankehøjde regnet som pony), en elegant, robust, højt værdsat arbejdshest. I 1939 iværksatte landbrugskontoret et systematisk avlsarbejde for at sikre racen, der var mest udbredt på de små gårde langsmed Lyngenfjorden. Der blev fundet en eneste hingst og omkring tyve hopper. Hingsten hed Rimfakse og er den vigtigste stamfar til dagens heste. Det forlød, at "han havde sine fejl, men vi måtte tage ham." Men under den tyske tilbagetrækning fra Finnmark og Troms i oktober 1944 foran den fremrykkende røde hær, forlangte tyskerne alle heste indleveret til slagtning. Der blev slået alarm fra landbrugskontoret i Oslo om at redde lyngshesten, men tyskerne var ligeglade. Dog klarede nogle af de små gårde på egen hånd at få reddet nogle avlsdyr. I 1946 blev avlsforeningen for lyngsheste i Troms etableret, og senere har ildsjæle sørget for videreføring af racen; så sent som i 1960'erne var lyngshesten udrydningstruet. Racen kan være beslægtet med shetlandsponyen og islandshesten.